# Enona

Estrutura geral de uma enona conjugada.

A metil vinil cetona. A enona mais simple.

Em geral, uma enona é qualquer composto orgânico que apresente em sua estrutura molecular o grupo funcional cetona e a ligação dupla C=C.
Ainda que habitualmente só se use o termo enona para referir-se a compostos onde aparece o sistema conjugado de um alquenilo e uma cetona, (uma cetona α,β-insaturada). A enona mais simples é a metil vinil cetona.
Enonas sofrem reações análogas a vinil para os correspondentes compostos carbonílicos saturados, ou seja, adições conjugadas. Eles são eletrofílicas também no carbono β, que pode ser atacado por nucleófilos. Tanto a adição direta a carbonila e a adição conjugada podem ocorrer, dependendo das condições. O ataque ao carbono produz um composto mais estável do que o ataque direto. Um exemplo disto é a toxicidade, que resulta de sua capacidade de alquilação de DNA.
A adição de malonatos a enonas foram relatadas por Michael a partir de 1887 , em uma série de artigos , em relação a reação de Michael, catalisada por base em solventes próticos, uma das reações mais utilizadas na formação da ligação carbono-carbono, convencionalmente caracterizada pela adição de nucleófilos (doadores de Michael) a olefinas ativadas (aceptores de Michael).
Como exemplo, uma enona como a calcona pode ser sintetizada em uma condensação de Knoevenagel. O rearranjo de Meyer-Schuster produz uma enona a partir de um álcool propargílico.
Uma enona é um reagente na reação de ciclização de Nazarov e na reação de Rauhut-Currier (dimerização).

## Compostos relacionados
Enona não deve ser confundida com cetena (R2C=C=O). Uma enamina é uma "prima" de uma enona, com o carbonila substituído por um grupo amina. Um enal é o correspondente aldeído α,β-insaturado.